# R1 (Republica Moldova)
R1 este o șosea în partea central-vestică a Republicii Moldova, cu o lungime de 118 km. Având un statut de drum republican, acesta leagă capitala Chișinău via Călărași și Ungheni de granița cu România prin Sculeni. În România drumul este continuat de DN24 până la Iași.
Începând cu primăvara anului 2014, drumul se află în reabilitatre prin fonduri primite de la Banca Europeană pentru Reconstrucție și Dezvoltare.